# Раш, Кристин Кэтрин
Кристин Кэтрин Раш (англ. Kristine Kathryn Rusch) — американская писательница, работающая в жанрах научной фантастики, фэнтези и новеллизации. К сегодняшному дню в активе автора около пятидесяти романов и более ста повестей и рассказов, премии «Хьюго», «Локус», Азимова и другие.
Многие произведения Раш написаны в соавторстве с мужем, писателем-фантастом Дином Уэсли Смитом, а также с Кевином Андерсоном, Ниной Кирики Хоффман и Джерри Олшеном. Также Кристин Кэтрин часто пользуется псевдонимами, например, произведения, написанные в соавторстве с Дином Уэсли Смитом издаются под именем Сэнди Скофилд или Кэтрин Уэсли, произведения в жанре детектива под именем Крис Нелскотт, а в жанре романтической литературы — как Кристин Грэйсон.
Значительное место в творчестве Раш занимает редакторская деятельность. Вместе с Дином Уэсли Смитом она редактировала журнал «Pulphouse: The Hardback Magazine», а с 1991 по 1997 годы занимала пост главного редактора одного из ведущих американских научно-фантастических журналов «The Magazine of Fantasy & Science Fiction». Успешная редакторская деятельность отмечена в 1994 году премией «Хьюго» в номинации «лучший редактор».

## Творчество
Кристин Кэтрин Раш очень популярна на родине, и принадлежит к числу очень плодовитых авторов (более 30 романов и множество повестей и рассказов), но в России у нас она практически не известна. Переводятся и публикуются только выдающиеся произведения (номинанты или лауреаты премий), либо произведения в составе межавторских серий.
Самыми известными рассказами Кэтрин Раш считаются:
- 1990 год — «Вдохновение» (Inspiration);
- 1991 год — «Галерея его грёз» (The Gallery of His Dreams), номинант премий «Небьюла» в 1991 году, «Хьюго» и «Всемирной премии фентези» в 1992 году, лауреат «Локус» (Лучшая повесть) в 1992 году. Это рассказ о знаменитом фотографе XIX века Мэтью Брэйди, ставшим самым главным фотографом Гражданской войны 1861—1865 годов[1]. Это повесть о том, что заставило преуспевающего джентльмена отправиться на фронт.[2]
- 1993 год — «Святые грешники» (Sinner-Saints);
- 1993 год — «Наилучшие пожелания» (Good Wishes);
- 1995 год — «Ангелы-хранители» (Spirit Guides);
- 2000 год — «Мастер возвращений» (The Retrieval Artist)[3], номинант премии «Хьюго» в номинации Лучшая повесть 2001 года;;
- 2001 год — «Дети века» (Millennium Babies), лауреат премии «Хьюго» (Короткая повесть) в 2001 году;
- 2003 год — «Шестнадцатое июня у Анны» (June Sixteenth at Anna’s);
- 2005 год — «Нырнуть в крушение» (Diving into the Wreck)[4], лауреат премии «Asimov’s Readers' Awards» (Лучшая Повесть) в 2006 году;
- 2007 год — «Возвращение „Аполлона-8“» (Recovering Apollo 8)[5], лауреат премий «Sidewise Awards» (Лучшее произведение малой формы) в 2007 году, и «Asimov’s Readers' Awards» (Лучшая Повесть) в 2008 году, номинант премии «Хьюго» в номинации Лучшая повесть в 2008 году;
- 2008 год — «Комната затерянных душ» (The Room of Lost Souls)[6].

В соавторстве с Кевином Андерсоном, Кристин Раш написала два романа: «Afterimage» (1992 год) и в 1998 году роман-продолжение «Aftershock».
Со своим мужем, Дином Уэсли Смитом, Кристин принимала участие в межавторских циклах:
- «Десятая планета» (англ. The Tenth Planet). Было написано три романа: «The Tenth Planet» (1999 год), «The Tenth Planet: Oblivion» (2000 год), «The Tenth Planet: Final Assault» (2000 год).
- В 2000 году был написан роман для серии «X-Men».
- «Roswell», два романа: «No Good Deed» (2001 год) и «Little Green Men» (2002 год).
- С 1995 по 2002 годы были написаны более десяти романов серии «Звёздный путь» (англ. Star Trek).

Уже без участия мужа Кристин Кэтрин Раш участвовала в межавторском проекте «Шерлок Холмс. Свободные продолжения», написав рассказ «Вторая скрипка» (англ. Second Fiddle, 1995 год) для сборника Мартина Г. Гринберга и Майка Резника «Шерлок Холмс на орбите» (англ. Sherlock Holmes in Orbit), 1995 год.
Для серии «Звёздные войны» (англ. Star Wars) был написан роман «Новое восстание» (англ. The New Rebellion, 1996 год), который вошел в цикл «Звёздные войны: Новая Республика».
Многие произведения Кристин Кэтрин Раш выходили под псевдонимами.

### Под псевдонимом Сэнди Скофилд (Sandy Schofield)
Под этим псевдонимом, Раш выступает в соавторстве со своим мужем Дином У. Смит.
- «Одиночка» (англ. Rogue, 1995) — это шестое произведения межавторского цикла «Чужие» (Aliens).
- «The Loch Ness Leap» (1997) — роман межавторского цикла «Quantum Leap».
- «Большая игра» (англ. Big Game, 1999 год) — роман межавторского цикла «Хищник» (Predator).

### Под псевдонимом Крис Раш (Kris Rusch)
- В 1997 году был выпущен роман «Hitler’s Angel».

### Под псевдонимом Крис Нелскотт (Kris Nelscott)
Под этим псевдонимом был выпущен цикл «Smokey Dalton», состоящий из 6 романов:
- «A Dangerous Road» (2000).
- «Smoke-Filled Rooms» (2001).
- «Thin Walls» (2002).
- «Stone Cribs» (2004).
- «War at Home» (2005).
- «Days of Rage» (2006).

### Под псевдонимом Кэтрин Уэсли (Kathryn Wesley)
Под этим псевдонимом, Раш выступает в соавторстве со своим мужем Дином У. Смит.
- повесть «Десятое королевство» (англ. The 10th Kingdom, 2000 год) — новеллизация на мини-сериал Десятое королевство.
- роман «Аладдин» (англ. Aladdin, 2000 год).
- роман «Обезьяний король» (англ. The Monkey King, 2001 год).
- повесть «Salem Witch Trials» (2003 год).

### Под псевдонимом Кристин Грейсон (Kristine Grayson)
Под этим псевдонимом были выпущены романы:
- «Utterly Charming» (2000).
- «Thoroughly Kissed» (2001).
- «Completely Smitten» (2002).
- «Simply Irrisistable» (2003).
- «Absolutely Captivated» (2004).
- «Totally Spellbound» (2005).

### Под псевдонимом Кристин Декстер (Kristine Dexter)
- В 2008 году был выпущен роман «The Perfect Man».

## Награды
| Год  | Название премии                                    | Номинация                       | Произведение-лауреат |
| ---- | -------------------------------------------------- | ------------------------------- | --- |
| 1990 | им. Джона Кэмпбелла (англ. John W. Campbell Award) |                                 | |
| 1991 | «Локус»                                            | Публицистика (Nonfiction Book)  | антология Карманный справочник писателя НФ (англ. The Science Fiction Writers of America Handbook: The Professional Writer's Guide to Writing Professionally), 1990 |
| 1992 | «Локус»                                            | Повесть (Novella)               | Галерея его грёз (англ. The Gallery of His Dreams), 1991 год. |
| 1999 | им. Азимова (англ. Asimov's Readers' Awards)       | Короткая повесть (Novellette)   | Echea (1998) |
| 1999 | «Science Fiction Age Readers Choice Award»         |                                 | Echea (1998). |
| 1999 | «Ellery Queen Readers Choice Award»                |                                 | Echea (1998) |
| 2000 | «Homer Award»                                      |                                 | Echea (1998) |
| 2001 | «Хьюго»                                            | Короткая повесть (Novellette)   | Millennium Babies (2001) |
| 2003 | «Endeavour Award»                                  | Роман (Novel)                   | The Disappeared (2002) |
| 2006 | им. Азимова                                        | Повесть (Novelle)               | Нырнуть в крушение (англ. Diving into the Wreck, 2005) |
| 2007 | «Sidewise Awards»                                  | Лучшее произведение малой формы | Возвращение «Аполлона-8» (англ. Recovering Apollo 8), 2007 |
| 2008 | им. Азимова                                        | Повесть (Novelle)               | Возвращение «Аполлона-8» (англ. Recovering Apollo 8), 2007 |